# The Afghan Times
The Afghan Times es un medio de comunicación online independiente fundado en agosto de 2022.
Dirigido principalmente por mujeres periodistas afganas, se centra en los derechos humanos y feminismo. El medio ofrece contenidos en pastún, darí e inglés.

## Historia
The Afghan Times fue fundado por la periodista Salma Niazi cuando tenía de 23 años mientras estaba exiliada en Pakistán. Su decisión estuvo motivada por la falta de representación femenina en los medios de comunicación de su región. Su carrera comenzó a nivel local, pero tras el regreso de los talibanes al poder en 2021, se vio obligada a huir de Afganistán debido a las crecientes restricciones y amenazas contra las periodistas mujeres.
The Afghan Times ha documentado y desafiado las restricciones impuestas por los talibanes a las mujeres informando sobre su impacto desde una perspectiva femenina. La publicación incluye artículos sobre temas como la prohibición de que las mujeres trabajen, la exclusión de la educación y las luchas cotidianas de las mujeres afganas. También cubre temas más amplios sobre derechos humanos y busca involucrar tanto al público local como internacional.
Operar bajo el régimen talibán presenta riesgos significativos para las periodistas de The Afghan Times, especialmente aquellas que siguen en Afganistán. Las reporteras del medio utilizan seudónimos para proteger sus identidades. A pesar de estos peligros, la publicación ha persistido en su misión de arrojar luz sobre la situación de las mujeres afganas y exigir a los talibanes que rindan cuentas de sus acciones. El trabajo de The Afghan Times ha obtenido atención y apoyo internacional, destacando la resiliencia de las mujeres periodistas afganas.
Financiado inicialmente con los ahorros personales de Niazi, The Afghan Times ha buscado apoyo financiero sostenible para continuar sus operaciones y potencialmente ampliar su personal. El objetivo final de Niazi es garantizar un entorno seguro donde pueda seguir defendiendo los derechos de las mujeres afganas y garantizar que sus historias se escuchen en todo el mundo.